# المقاولات المصرية
المقاولات المصرية شركة مقاولات مصرية، أنشئت في العام 1936، من قبل مختار بك ابراهيم.

## نبذة تاريخية
تم إنشاء شركة المقاولات المصرية عام 1936 كمنشأة فردية لمؤسسها المهندس مختار بك ابراهيم. ازدهرت الشركة بعد ذلك واستطاعت أن تحتل مركزًا مهما في مجال التشييد وقد تحولت إلى شركة مساهمة مصرية بموجب المرسوم الملكي الصادر في 18 فبراير 1952، ثم تأممت جزئيًا في العام 1961 وتم التأميم الشامل عام 1964.
خضعت الشركة طبقًا لأحكام القانون رقم 139 لسنة 1964 للإشراف المباشر لوزير التعمير والدولة للإسكان واستصلاح الأراضى وأصبحت إحدى شركات المؤسسة المصرية العامة لمقاولات المباني ثم هيئة القطاع العام للتعمير 
وبصدور قانون شركات قطاع الأعمال العام رقم 203 لسنة 1991 أصبحت شركة تابعة للشركة القومية للتشييد والتعمير (شركة مساهمة قابضة مصرية)

## أعمال الشركة
خلال هذه الفترة الطويلة من إنشاءها قامت الشركة بتنفيذ أعمال كبرى في قطاعات الصرف الصحي ومياه الشرب والطرق والكبارى واستصلاح الأراضى والمصانع والمبانى العامة والكهرباء والإسكان والمرافق العامة والقرى السياحية في مصر والمملكة العربية السعودية والجمهورية الجزائرية والجماهيرية العربية الليبية ودولة الكويت ودولة الإمارات العربية المتحدة وسلطنة عمان والعراق  وغيرها من الدول الأخرى وما زالت مستمرة في العطاء.